# Sveta Helena (żupania kopriwnicko-kriżewczyńska)
Sveta Helena – wieś w Chorwacji, w żupanii kopriwnicko-kriżewczyńskiej, w mieście Križevci. W 2011 roku liczyła 309 mieszkańców.